# Gau de Württemberg-Hohenzollern
El Gau de Württemberg-Hohenzollern (Gau Württemberg-Hohenzollern) va ser una divisió administrativa de l'Alemanya nazi de 1933 a 1945 a l'estat alemany de Württemberg i a la província prussiana de Hohenzollern. Abans d'això, de 1925 a 1933, era la subdivisió regional del partit nazi en aquesta zona.
El sistema nazi de Gau (en plural Gaue) va ser establert originalment en una conferència del partit, el 22 de maig de 1926, per tal de millorar l'administració de l'estructura del partit. A partir de 1933, després de la presa de poder nazi, els Gaue va reemplaçar cada vegada més als estats alemanys com a subdivisions administratives a Alemanya.
Al capdavant de cada Gau es va situar un Gauleiter, una posició cada vegada més poderosa, especialment després de l'esclat de la Segona Guerra Mundial, amb poca interferència des de dalt. El Gauleiter local freqüentment ocupava càrrecs governamentals i de partit, i s'encarregava, entre altres coses, de la propaganda i la vigilància i, a partir de setembre de 1944, el Volkssturm i la defensa de la Gau.
La posició de Gauleiter a Württemberg-Hohenzollern va ser ocupada per Wilhelm Murr de 1928 a 1945. Murr i la seva dona es van suïcidar després d'haver estat capturats per l'exèrcit francès poc després del final de la guerra.

## Gauleiter
- 1925-1928: Eugen Munder
- 1928-1945: Wilhelm Murr